# كليبر (لاعب كرة قدم مواليد 1996)
كليبر (بالبرتغالية: Cléber Bomfim de Jesus) هو لاعب كرة قدم برازيلي، ولد في 22 أكتوبر 1996 في سالفادور في البرازيل.

## وصلات خارجية
- كليبر (لاعب كرة قدم مواليد 1996) على موقع قاعدة بيانات كرة القدم.إي يو (الإنجليزية)
- كليبر (لاعب كرة قدم مواليد 1996) على موقع Soccerway.com (الإنجليزية)